# Gens Víbia
La gens Víbia (llatí: gens Vibia) va ser una gens romana d'origen plebeu, que apareix cap a la part final de la República, encara que el nom Vibi es menciona en diverses nacions italianes des del temps de la Segona Guerra Púnica.
El primer membre de la gens que va obtenir el consolat va ser Gai Vibi Pansa l'any 43 aC. Sota l'Imperi apareixen als Fasti alguns Vibi que van ser cònsols. Dos emperadors van portar el nom de Vibi, Trebonià Gal i Volusià.
En monedes trobem els cognomina Pansa i Var.